# NHK高知放送局
NHK高知放送局（日语：NHK高知放送局），又译NHK高知广播电视台，是日本放送協會位於高知縣高知市、負責主管高知縣當地事務的地方广播电视台（放送局）。

## 频道频率一览

### 电视频道
- NHK综合频道（呼号JORK-DTV）
- NHK教育频道（呼号JORB-DTV）

### 广播频率
- NHK第一套广播（呼号JORK）
- NHK第二套广播（呼号JORB）
- NHK调频广播（呼号JORK-FM）

## 外部連結
- NHK高知放送局 （页面存档备份，存于）
- NHK高知放送局的X（前Twitter）